# Instituto Sueco del Cine

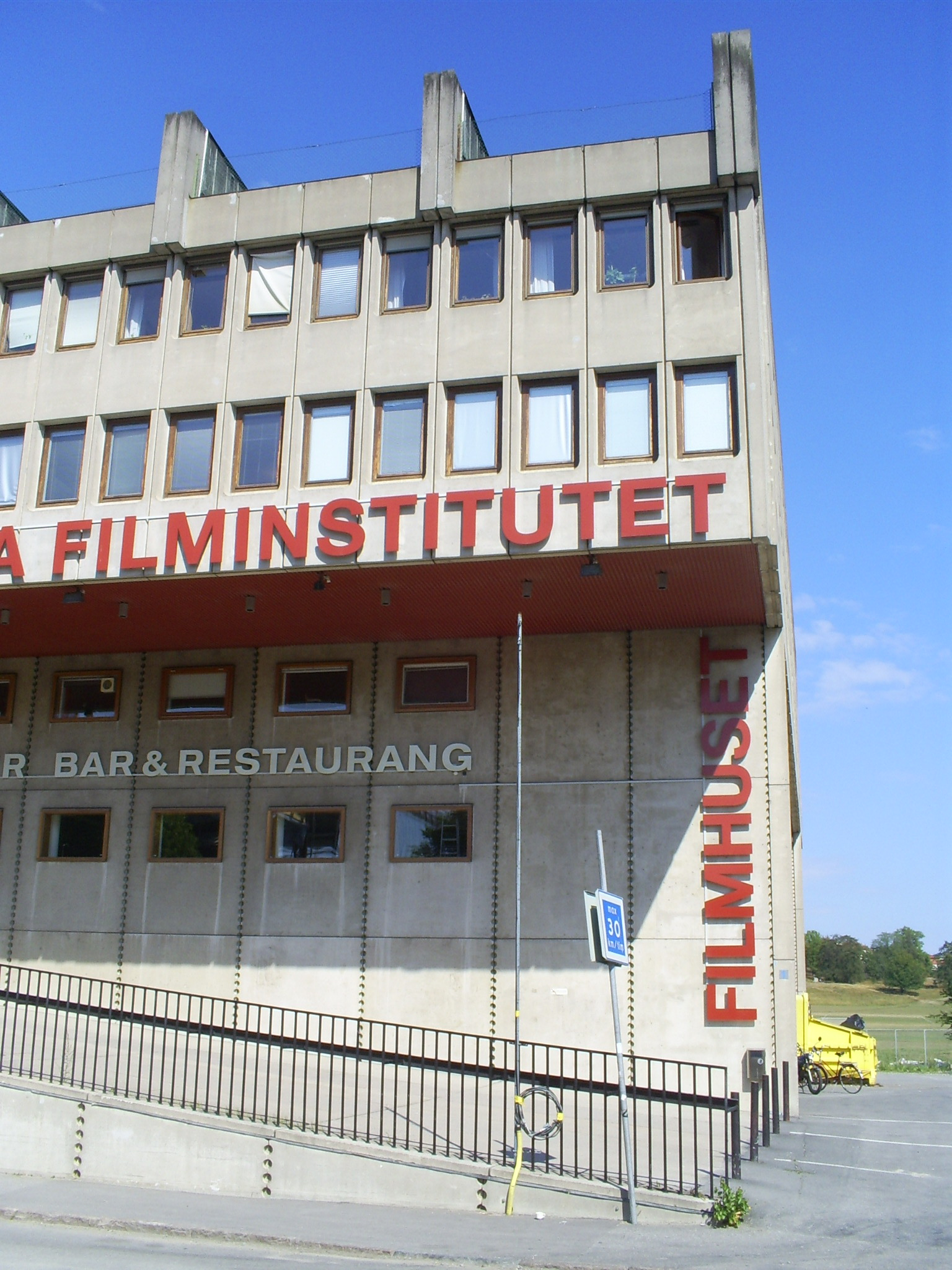
Entrada al edificio del Instituto Sueco del Cine en Östermalm, Estocolmo.

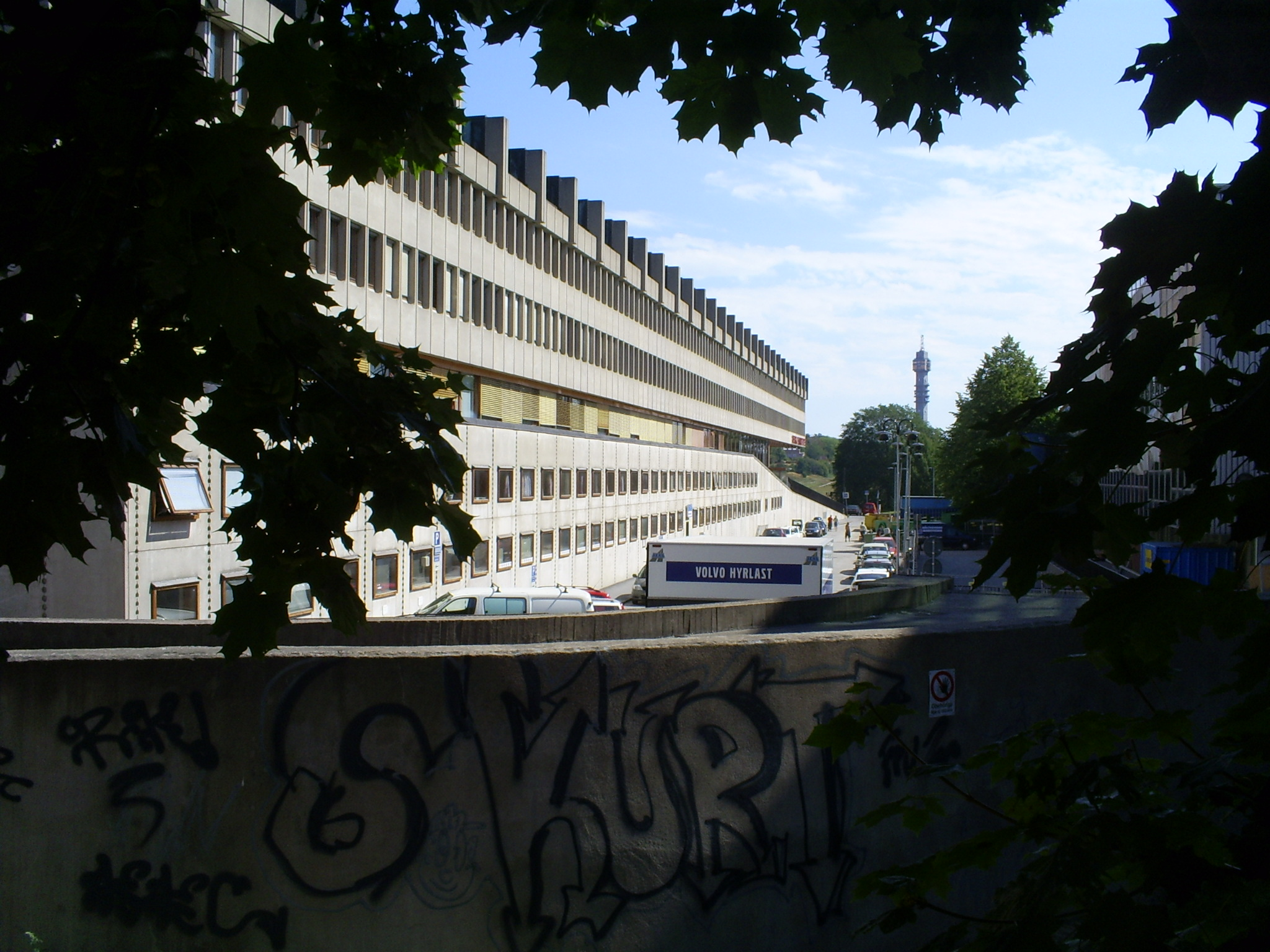
Al fondo se pueden observar los 140 metros de largo el edificio.

El Instituto Sueco del Cine (en sueco: Svenska Filminstitutet) fue fundado en 1963 con el fin de apoyar y expandir la industria sueca de cine. El Instituto tiene su sede en el edificio Filmhuset localizado en Gärdet, una parte Östermalm, en Estocolmo. El edificio, acabado en 1970, fue diseñado por el arquitecto Peter Celsing.
El Instituto Sueco del Cine apoya la filmación de películas suecas y asigna subvenciones para la producción, distribución y exhibición pública de películas suecas en Suecia, así como se encarga de promocionar el cine sueco internacionalmente. Además, el Instituto organiza anualmente los Premios Guldbagge.
A través del Acuerdo Sueco del Cine, entre el Estado Sueco y la industria audiovisual, el Gobierno de Suecia, las compañías de televisión de Suecia que forman parte del Acuerdo y los propietarios del cine sueco fundaron conjuntamente el Instituto del Cine. El acuerdo actual tiene valencia desde el 1 de enero de 2006 hasta el 31 de diciembre de 2012.

## Directores generales
- 1963–1970 Harry Schein (1924–2006)
- 1970–1972 Bo Jonsson (n. 1938)
- 1972–1978 Harry Schein (1924–2006)
- 1978–1982 Jörn Donner (n. 1933)
- 1982–1989 Klas Olofsson
- 1989–1994 Ingrid Edström (n. 1931)
- 1994–1998 Lars Engqvist (n. 1945)
- 1998–1999 Hans Ottosson
- 1999–2006 Åse Kleveland (n. 1949)
- 2006- Cissi Elwin (n. 1965)

## Presidentes del consejo de administración
- 1963-1967 Krister Wickman (1924-93)
- 1967-1970 Roland Pålsson
- 1970-1978 Harry Schein (1924-2006)
- 1978-1981 Per Ahlmark (n. 1939)
- 1981-1984 Bert Levin
- 1984-1992 Hans Löwbeer (1923-2004)
- 1992-1999 Åke Ahrsjö (n. 1929)
- 1999-2005 Lisa Söderberg
- 2005- Håkan Tidlund